# 지토 (일본사)
지토(일본어: 地頭 지토[*])는 가마쿠라 시대, 무로마치 시대에 장원, 공령을 관리하기 위해 두었던 관직중 하나이다. 슈고와 함께 두었던 관직이다.
헤이안 시대 중기부터 존재했지만, 헤이안 말기 헤이시 정권을 무너뜨린 미나모토노 요리토모가 조정에 주청하여 정식으로 전국에 관료를 파견하였다. 고케닌 중에서 선발되어 장원, 공령에서의 군사, 치안, 징세, 행정 업무를 보왔으며, 직접적으로 토지와 백성등을 관리하였다. 또, 에도 시대의 영주를 지토라고도 불렀다.

## 개요
(요리토모의 수결花押)

下　　伊勢国波出御厨
　補任　　地頭職事
　　　　　　左兵衛尉 惟宗忠久

右、件所者、故出羽守平信兼党類領也。
而信兼依発謀反、令追討畢。仍任先例
為令勤仕公役、所補地頭職也。早為彼職
可致沙汰之状如件。以下。
　　　元暦二年六月十五日
막부가 고케닌(御家人)이 소유한 영지 지배를 보증하는 것을 혼료안도(本領安堵)라고 부르며, 막부가 새롭게 소유 영지를 하사하는 것을 신온큐료(新恩給与)라고 하는데, 어느 쪽이든 지토직으로 보임된다는 수단을 통해 이루어졌다. 지토직으로 보임되는 것은 소유 영지 그 자체를 지급하는 것이 아니라 소유 영지의 관리 ・ 지배의 권한을 인정하는 것을 의미하였다. 소유 영지를 둘러싼 분쟁(소무사태所務沙汰) 시에는 막부가 보증하는 지토의 지위만으로는 충분하지 않을 경우 지토 가운데는 장원영주(荘園領主) ・ 고쿠시(国司)로부터 장관(荘官)、 군지(郡司)、 고지(郷司)、 호지(保司)로 임명된 자도 적지 않았다. 고셋케의 하나인 고노에 가문(近衛家)의 게시(家司)였던 고레무네노 다다히사(惟宗忠久)가 미나모토노 요리토모의 추천으로 시마즈 장(島津荘)의 하사(下司)직에 취임(겐랴쿠 2년(1185년) 8월 17일) 뒤, 같은 지역의 소지토(惣地頭)로 임명된 사례도 있다. 다시 말해 지토는 막부 및 장원영주·고쿠시로부터의 이중지배를 받고 있었다고 볼 수 있다는 해석도 있다. 실제로 막부가 제정한 법전인 《고세이바이시키모쿠》(御成敗式目)에는 장원영주에 대한 연공 미납이 있을 경우에는 지토직에서 해임시킨다는 조문이 있었다. 물론 막부에 직속된 무사들은 고케닌과 지토 양자의 측면을 가지고 고케닌의 입장으로 가마쿠라도노(鎌倉殿)를 섬기고, 지토직은 징세, 경찰, 재판의 책임자로써 고쿠가(国衙)와 장원영주를 섬기는 입장이었다는 해석도 있다.
가마쿠라 막부의 성립 단계에서는 장원영주 ・ 고쿠시의 권력은 아직 강했고, 한편으로 지토로 임명된 무사들은 현지 사정과 식자(識字), 행정과는 거리가 먼 도고쿠 출신자들이었다. 때문에 독자 힘으로 원격지의 장원 경영을 맡는 현지사태인(現地沙汰人)을 준비하고 연공 운반 준비, 장원영주측과의 교섭, 연공 결해(決解) ・ 산용(算用) 등의 사무적인 능력(또는 그것이 가능한 인재)를 필요로 하였다. 이세 국(伊勢国) 핫타 미하야(治田御厨)의 지토로 보임되면서 현지사태인이 장원영주인 이세 신궁(伊勢神宮)과의 대립으로 처분된 하타케야마 시게타다(畠山重忠)가 지바 다네마사(千葉胤正)·사토미 요시나리(里見義成) 등에 대해 「현지에 좋은 모쿠다이(眼代, 대관)을 얻을 수 없다면 (신온新恩의) 영지를 받지 않으면 안 될 것이다」라고 언급하고 있다(아즈마카가미 분지 3년 10월 4일조). 때문에 오에노 히로모토(大江広元)나 이치조 요시야스(一条能保), 고레무네노 다다히사 등 교토 출신의 관인이나 권문의 게시 경력자가 전공과는 관계없이 그 사무 능력으로 지토로 보임된 사례도 보인다.
그러나 지토를 보임하고 해임할 권한은 막부에만 있었고 장원영주 ・ 고쿠시에게는 그럴 권한이 없었다. 때문에 지토는 그 지위를 배경으로 권농 사업의 실시 등을 통해 장원 ・ 공령(公領)의 관리 지배권을 차츰 빼앗게 된다. 구체적으로는 지토는 여러 가지 이유를 대며 장원영주 ・ 고쿠시에게 연공을 바치는 것을 체납하거나 횡령하고, 양자간의 분쟁이 생기자 해마다 일정액의 연공 납입이나 장원 관리를 청부하는 지토우케(地頭請)를 행하게 되었다. 지토우케는 소출이 별로 좋지 않은 해에도 약속한 액수를 영주 ・ 고쿠시에 납입해야 하는 리스크를 지고 있었는데 일정액의 연공의 나머지는 자유 수입으로 할 수 있었기 때문에 지토가 불법으로 중첩 세금을 매겨서 많은 이익을 착취하는 경우도 많았다. 그리고 이 제도로 인해서 지토는 장원 ・ 공령을 서서히 횡령해나갔다.
그것도 장원영주 ・ 고쿠시에게 약속한 액수를 납입하지 않은 지토도 있었기 때문에 장원 ・ 공령의 영역 자체를 지토와 영주 ・ 고쿠시에게 반으로 분할하는 쥬분(中分)이 행해지기도 하였다. 쥬분에는 양자의 담합으로 결착되는 와요츄분(和与中分)이나 장원 ・ 공령에 경계를 끌어다 완전하게 분할하는 시타지츄분(下地中分)도 있었다.
지토는 자신이 거주하는 거관(居館, 호리우치堀内 등으로 불렸다) 주변에 직영지를 보유하고 있었다. 헤이안 시대에서 가마쿠라 시대에 걸친 관습으로는 거관은 연공 ・ 공적 업무가 면제되는 토지로 되어 있었고 그것을 근거로 지토는 거관 주변을 면세지로써 직영하게 되었다. 이러한 직영지는 쓰쿠다(佃), 미쓰쿠리(御作), 쇼사쿠(正作), 가도타(門田) 등으로 불리며 지토가 보유한 농노인 게닌(下人)이나 쇼쥬(所従), 또는 장원의 소작민에게 경작시키기도 하였다. 이 직영지에서 나오는 수입은 그대로 지토에게 돌아갔다.
이상과 같은 지토우케 ・ 시타지츄분 ・ 직영지의 확대는 지토가 장원 ・ 고쿠가령의 토지지배권(下地進止権)을 침탈하고 있었던 것을 보여준다. 당연히장원영주는 지토의 움직임에 맞섰지만 전반적으로 보아 지토의 침탈은 가속화되었다. 이러한 흐름은 지토에 의한 일원지행화(一円知行化)로 나아갔고, 차츰 장원공령제의 해체를 촉진하였다.
지토는 원래 현지라는 의미를 지니고 현지에서 장원 ・ 공령의 관리 ・ 치안유지 관련 임무를 맡았다. 많은 지토들은 임무지에서 머무르면서 재지관리를 행하였다. 그러나 유력 고케닌 등은 막부의 역직(役職)을 가지고 쇼군(将軍)에게 출사해 섬기지 않으면 안되었고, 가마쿠라에 거주하는 자가 많았다. 이러한 유력 고케닌들은 자신의 친족 ・ 가신을 현지로 파견해서 재지관리를 행하였다. 친족에게 관리되는 경우 고케닌(소료惣領)와 그 친족(서자) 사이에 소유 영지를 놓고 말이 나오기도 하였고, 친족에게 지토직을 양도하는 경우도 있었다.
지토의 재지관리의 방법을 보면 장원영주와는 다른 점도 보인다. 지토는 무사로써 분쟁 등을 폭력적으로 해결하였다. 기이국(紀伊国) 아테가와 장(阿弖河荘) 백성의 소장(訴状)은 백성이 지토 유아사 무네치카(湯浅宗親)의 불법 행위로 연공(촌목材木) 납입이 어려워지게 되었음을 장원영주에게 해명하는 문서인데, 무네치카가 백성을 강제로 징발한 것이나 저항한 자들에 대해 「귀를 자르고 코를 베고 머리를 깎아 비구니로 만들겠다」고 협박하였다고 기록되어 있다. 이것은 사실 미온적인 편이었고, 가장을 죽이고 처자를 노예로 삼아 가재를 약탈하는 사례도 많았다. 또한 「우는 아이와 지토에게는 당해낼 수가 없다」(泣く子と地頭には勝てぬ)는 속담도 있었다.

## 같이 보기
- 장원